# 6157 Prey
6157 Prey este un asteroid din centura principală de asteroizi.

## Descriere
6157 Prey este un asteroid din centura principală de asteroizi. A fost descoperit pe 9 septembrie 1991 la Tautenburg de Lutz Dieter Schmadel și Freimut Börngen. El prezintă o orbită caracterizată de o semiaxă mare de 2,43 ua, o excentricitate de 0,08 și o înclinație de 4,0° în raport cu ecliptica.